# Dieche

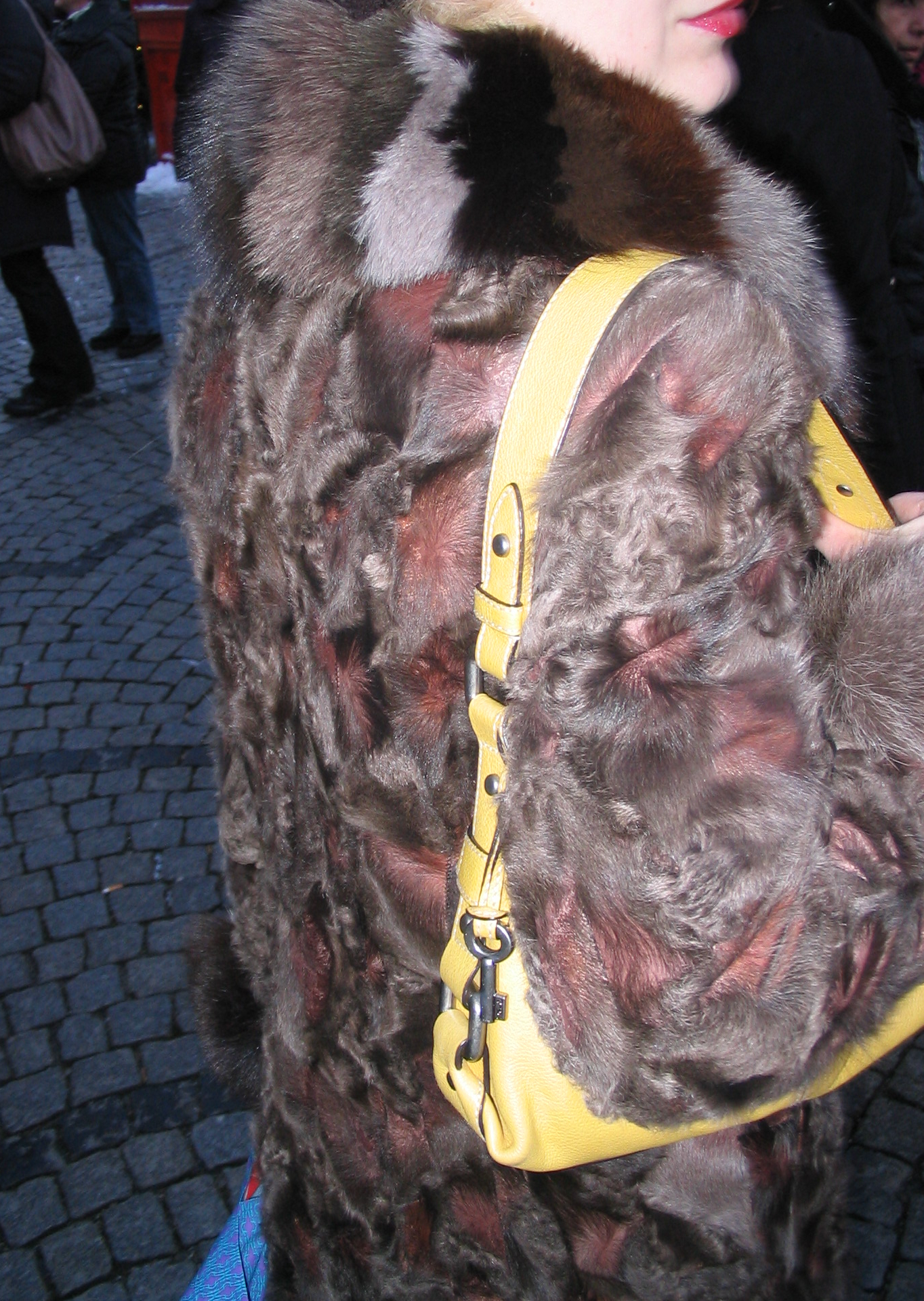
Persianerklauenmantel, bei dem ungewöhnlicherweise die schwach behaarten Diechen mitverwendet wurden (Düsseldorf, 2010)

Dieche, auch Diege, in Österreich auch Dichtl, auch Tieche oder Tiege, ist ein Fachbegriff der Kürschnerei (von Diech, Diach, mhd. für Oberschenkel von Mensch und Tier und etymologisch identisch mit engl. thigh). Er bezeichnet die dünnbehaarten, wirbligen, bei manchen Fellarten fast kahlen Stellen, die sich dort befinden, wo die Beine am Körper ansetzen. Bei manchen Fellarten wird dafür nebenher auch die Bezeichnung Blöße gebraucht, zum Beispiel bei Lamm- und Schaffellen, bei denen der Begriff Blöße früher wohl ausschließlich üblich war. Es ist die Stelle an den Innenseiten der Oberbeine des Tieres, die beim Gehen oder Laufen gegen den Körper reibt.

## Allgemein

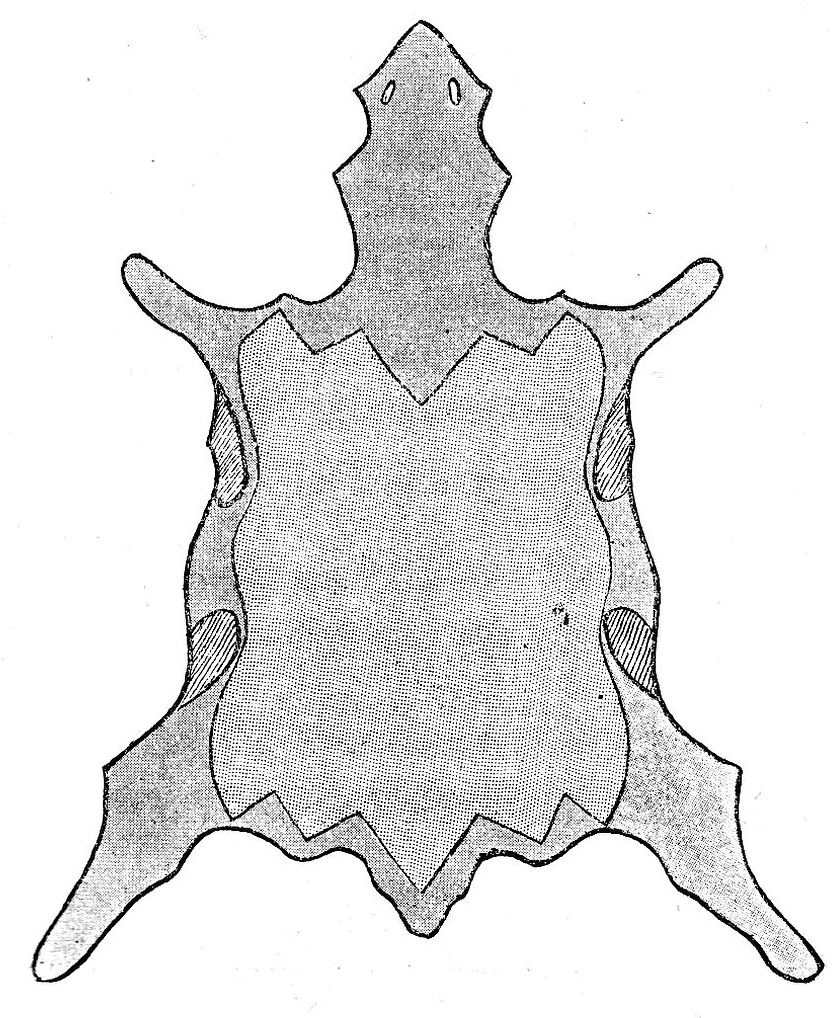
Skizze eines Persianerfelles. Seitlich die Klauen mit Fellseiten, die Diechen schraffiert

An der Diechenstelle ist das Haar nicht wie im übrigen Fell entwickelt. Je nach Behaarung und der Größe des Tieres sieht die Dieche verschieden aus. Sie ist entweder mehr oder weniger kahl, zumindest ist die Behaarung spärlicher als am übrigen Körper. Oft bildet das Haar hier Wirbel.
Der Kürschnermeister Alexander Tuma jun. meinte, dass oft das Haar um die Dieche der Hinterpfoten von besonderer Schönheit sei: „In der Farbe meist heller und flaumig entwickelt, stellt es einen prachtvollen Kontrast dar. Gerade aber weil manchmal der Übergang von der kahlen Dieche zu dem umliegenden Flaumhaar so abrupt ist, stehen der Entfernung oder der Unkenntlichmachung der kahlen Stellen größere Schwierigkeiten entgegen“.
Diechen finden sich nicht bei allen Fellarten, beispielsweise kaum beim viel anfallenden Kaninfell. Sehr selten sind sie bei aufgeschnittenen, flach aus der Pelzzurichtung kommenden Fellen schon entfernt. Rund, als Schlauch abgezogene Felle, wie von allen Marderarten und Fuchssorten, weisen jedoch Diechen auf.
Fohlenfelle haben, wie die Felle aller Einhufer, neben den Hinterdiechen eine besondere Zeichnung, den Diechenwirbel, als „Ross“- oder „Fohlenspiegel“ bezeichnet. Er ist so markant, dass er bei der Fellaufteilung für einen Mantel einer ganz besonderen Beachtung bedarf.

## Diechenverdichtung, Diechenausschnitt
Sind die Diechen kahl oder sonst wie störend, werden sie bei der Fellverarbeitung durch den Diechenausschnitt entfernt und keiner weiteren Verwendung zugeführt. Dies geschieht entweder bereits beim Anbrachen des Felles, das ist das Entfernen von Schadstellen vor der Weiterverarbeitung, oder in einem Arbeitsgang beim Zuschneiden in die für das Endprodukt benötigte Form.
Schwach- und dünnbehaarte Diechen können eventuell durch parallel nebeneinander laufende Verdichtungsnähte komprimiert werde, um sie doch mitverarbeiten zu können. Je nach der Dichte des Haarwuchses werden diese Blindnähte mehr oder weniger eng nebeneinander gelegt. Bei einem vollhaarigen Fuchs wird man, vor allem wenn er ausgelassen verarbeitet wird, darauf verzichten. Es genügt dann, diese Stellen bei der Felleinteilung besonders zu beachten. Als Auslassen wird eine Arbeitstechnik bezeichnet, bei der das Fell durch Schnitte und Nähen auf Kosten der Breite verlängert werden.
Durch die Fellformen bedingt, befindet sich die schmalste Fellbreite nach dem Herausschneiden der Diechen bei den Vorderbeinen. Mit der entgegengesetzten Methode des Auslassens, dem Einlassen, kann unter Umständen die durch das Herausschneiden der Diechen entstandene Schmalstelle wieder aufgefüllt werden. Bei gelockten Fellen werden diese Stellen in der Regel einfacher durch das Einsetzen eines passenden Fellstückes wieder aufgefüllt.